# Anno: The Harbor
Anno: The Harbor (Anno: Hafenmeister) est un jeu vidéo de gestion développé et édité par Ubisoft, sorti en 2010 sur iOS. Il fait partie de la série Anno.

## Accueil
- Pocket Gamer : 8/10[1]